# Iso Antinjärvi
Iso Antinjärvi är en sjö i Finland. Den ligger i kommunen Suomussalmi i landskapet Kajanaland, i den nordöstra delen av landet, 600 km norr om huvudstaden Helsingfors. Iso Antinjärvi ligger 254,7 meter över havet. Den är 6,6 meter djup. Arean är 92,5 hektar och strandlinjen är 8,97 kilometer lång. Sjön  ingår i Uleälvens huvudavrinningsområde. 
På äldre kartor från 1928 kallades sjöarna Iso Antinjärvi och Pieni Antinjärvi tillsammans Antinjärvet.